# Djende II
Djende II est un village du Cameroun. 
Il fait partie de 22 villages bantous de la commune de Doumé situé dans la région de l’Est et dans le département du Haut-Nyong.

## Climat
Il y a un climat équatorial de type guinéen à quatre saisons d’inégales durées : une grande saison sèche de novembre à mi-mars ; une petite saison pluvieuse de mi-mars à mi-juin ; une petite saison sèche de mi-juin à mi-août ; une grande saison pluvieuse de mi-août à fin octobre. La température moyenne annuelle est de 25 °C. Ce climat favorise annuellement la conduite de deux campagnes agricoles.

## Population
Les 431 habitants sont répartis entre 205 hommes et 226 femmes.